# 6821 Ranevskaya
A 6821 Ranevskaya (ideiglenes jelöléssel 1986 SZ1) a Naprendszer kisbolygóövében található aszteroida. Ljudmila Georgijevna Karacskina fedezte fel 1986. szeptember 29-én.